# Under the Gun (시스터스 오브 머시의 노래)
"Under the Gun(언더 더 건)"은 영국의 록 밴드 시스터스 오브 머시(The Sisters of Mercy)가 그들의 앨범 <A Slight Case of Overbombing: Greatest Hits Vol. 1>에 싱글로 발매한 곡이다. 이 곡은 Terri Nunn이 보컬을 맡은 듀엣 곡이며, 뮤직비디오에는 프로듀서인자 작곡가인 Andrew Eldritch와 Nunn이 같이 출연하였다. 이 곡은 영국 워너 뮤직 그룹 레이블인 EastWest Records의 Merficul Release가 1993년에 발매한 최고의 히트곡 모음집에서 유일한 신곡이다.
이 싱글 곡은 영국 싱글 차트에서 19위를 기록하였다. 이 곡은 Andrew Eldritch, 빌리 휴스(Billie Hughes),록샌 시먼(Roxanne Seeman)이 작곡했으며, Eldritch와 휴스(Hughes)가 공동 제작하였다.
"Under the Gun"의 두 가지의 다른 믹스 버전은 2017년 The Sisters of Mercy의 컴필레이션 앨범 Some Girls Wander by Mistake의 보너스 트랙에 포함되었으며, 이 앨범은 그들의 자체 레이블인 Merciful Release를 통해 발매되었고, EastWest Records와 워너 뮤직 그룹에서 유통되었다.

## 곡 설명
Chris Roberts는 멜로디 메이커에서 이 곡을 "하트(Heart), 록시트(Roxette) 스타일의 거대한 베를린식 발라드" 라고 설명하며, 후렴구인 "Are you living for love? (사랑을 위해 살고있나요?)"가 "수천 번의 서사적인 가슴 아픈 반복"이라고 평했다. 그는 또한 Eldritch의 "절제된 기타 전주"와 "악마같은 잠재적 광란"을 언급하며, 이 곡을 "데이비드 보위의 'Sweet Thing/Candidate'가 가진 멜로 드라마적 요소"와 비교했다.
이 곡은 대부분 Hughes(휴스)와 Seeman(시먼)이 작곡한 "Two Worlds Apart"의 커버 곡이며, 원곡은 Hughes의 앨범 "Welcome to the Edge"에 수록되었다. 이 곡은 또한 텔레비전 연속극 산타바바라에서 Michalel과 Julia의 러브 테마로 사용된 바 있다.
"Under The Gun"은 원래 영화 <The Crow: Original Motion Picture Soundtrack>에 수록될 예정이었다. 그러나 영화 제작 중 배우 Brandon Lee(브랜던 리)가 사고로 사망하면서, 영화 제작진은 Under The Gun을 사운트 트랙에서 제외했다.

## 구성원
구성원에 관한 정보는 앨범의 라이너 노트를 참고했다.
- Andrew Eldritch - 보컬
- Terrii Nunn - 보컬
- Adam Pearson - 기타리스트
- Billie Hughes - 키보드, 신시사이저
- Ian Stanley - 추가 프로덕션

## 차트
| 차트 (1993)                         | 최고순위 |
| ----------------------------------- | -------- |
| 유럽 (유러피언 핫 100 싱글)         | 51       |
| 독일 (GFK)                          | 40       |
| 스웨덴 (스베리예토프리스탄)         | 17       |
| 영국 싱글 차트 (오피셜 차트 컴퍼니) | 19       |